# ZVL
ZVL-1886 is een Leidse Zwemvereniging met de afdelingen leszwemmen, wedstrijdzwemmen, triathlon en waterpolo. Voorheen was ZVL een startgemeenschap voor meisjes- en dameswaterpolo. De clubkleuren zijn rood en blauw.
De vereniging maakt voor de trainingen en (thuis)wedstrijden voornamelijk gebruik van twee zwembaden in de regio: Combibad De Vliet en zwembad De Zijl.

## Geschiedenis
ZVL is het resultaat van een samenwerking van drie verenigingen in de regio Leiden en Oegstgeest, die is gestart in het seizoen 2004-2005. Met ZVL wilden de verenigingen een hoofdrol vervullen in de nationale hoofdklasse van de dames. De letters ZVL staan voor De Zijl-LGB, Vivax, en LZ 1886. De eerste twee verenigingen waren net in 2003 samengegaan onder de naam De Zijl Zwemsport. 

## Erelijst

### Nationaal
- Nederlands kampioenschap waterpolo Dames

2013-2014 2015-2016
- Super Cup

2012, 2013. 2015
- KNZB beker 6×

2011-2012, 2012-2013, 2013-2014, 2014-2015, 2015-2016, 2017-2018
- KNZB Beker 2 (ManMeer!-Cup) 4×

2006-2007, 2012-2013, 2013-2014, 2014-2015

### Internationaal
- Champions Cup

Final Four: 2007-2008
- LEN Trophy

1/4 finale: 2010-2011, 2011-2012, 2012-2013,

## Waterpolo
Het eerste team van ZVL komt uit in de landelijke eredivisie. In totaal zijn er 6 damesteams en 4 jeugdteams (BM, onder de 17 en 3 x CM, onder de 15) die deelnemen aan de competitie. 

### De eerste seizoenen
Aan het begin van de samenwerking sloot een aantal internationale speelsters zich bij de club aan. Het eerste seizoen wist het eerste team te profiteren van de hoofdklasse-ervaring van deze dames. De play-offs werden gehaald, waarbij ZVL in de eerste ronde werd uitgeschakeld. 
In het seizoen 2005-2006 vertrokken er enkele van de originele speelsters naar andere teams of naar het buitenland. De jeugdige talenten binnen de vereniging kregen hierdoor speeltijd maar dat bleek niet voldoende voor succes. ZVL dames 1 eindigde dat seizoen op een tiende plek. In deze beginperiode stond André Zandvliet als trainer/coach langs de kant. Na dit seizoen volgde Jim van Es hem op.
Om het eigen talent tot wasdom te laten komen werd er gezocht naar mogelijkheden om het niveau te versterken. De eigen basisspeelsters Lorette Velting, Aukje van Belkum en Simone Molders kregen regionale versterking van Kim Middendorp, Nina Germing en Brenda Hogenboom. Ook Iefke van Belkum, die een jaar in het buitenland had gespeeld, kwam weer terug bij de club, en via haar konden drie Amerikaanse speelsters worden aangetrokken: Brianna Hawkins, Jessica Levin en Robyn Gordin.

### Seizoen 2006-2007
Op 7 april 2007 wist het 2e damesteam van ZVL het eerste succes te boeken door de ManMeer!-Cup te winnen tegen het Groningse TriVia.
| ManMeer!-cup: TriVia - ZVL | ManMeer!-cup: TriVia - ZVL                                    |
| -------------------------- | ------------------------------------------------------------- |
| eindstand                  | 6 - 9                                                         |
| doelpunten ZVL             | Renske van Belkum 3x, Wendy Huijgens 3x, Roxanne Frauenfelder |

In dit seizoen bleek het 1e team van ZVL een stap naar een hoger niveau te hebben gezet, maar niet voldoende om zich na de winterstop te kwalificeren voor de competitie met de sterkste teams uit de hoofdklasse.

### Seizoen 2007-2008
Nieuwe speelsters voor dit seizoen waren Mieke en Jantien Cabout, die overkwamen van GZC Donk uit Gouda; Noeki en Toesja Klein kwamen terug van TW Zaanstreek, en net als vorig seizoen trok ZVL een Amerikaanse speelster aan in de persoon van Brittany Dames. 
In de bekercompetitie haalde ZVL de finale van de KNZB beker met als tegenstander Het Ravijn uit Nijverdal. Op 25 november 2007 in het Sloterparkbad te Amsterdam verloor ZVL met 10-9.
Door het vrijkomen van een plaats in de Europacup kon ZVL zich inschrijven voor de Champions Cup, het hoogste Europese podium voor clubteams. De kwalificatierondes werden gespeeld in Dunaújváros (Hongarije). 
| Kwalificatieronde Champions Cup | Kwalificatieronde Champions Cup |
| ------------------------------- | ------------------------------- |
| ZVL - BW Bochum                 | 15 - 14                         |
| ZVL - Vrutky                    | 25 - 3                          |
| ZVL - Dunaujvaros Elco          | 7 - 8                           |

Hiermee plaatste de ploeg zich voor de eerste ronde in Boedapest (Hongarije). 
| Eerste ronde Champions Cup | Eerste ronde Champions Cup |
| -------------------------- | -------------------------- |
| ZVL - Uralochka Zlatoust   | 14 - 15                    |
| ZVL - Fluvial Portuense    | 28 - 7                     |
| ZVL - Honved Domino        | 8 - 9                      |

Voldoende voor een plaats in de halve finale, waar ZVL, met een uit- en thuisronde, weer stuitte op Dunaujvaros Elco. Uit, in Hongarije, verloren de dames met 9-11. "Thuis" in het Amsterdamse Sloterparkbad, won ZVL met 15-6, en plaatste zich zo voor de Final Four.
De Final Four van de Champions Cup werd op 25 en 26 april gespeeld op Sicilië (Italië). De dames van ZVL eindigden daar op de vierde plaats.
| Final Four: Orizzonte Catania - ZVL                         | Final Four: Orizzonte Catania - ZVL                                                                        |
| ----------------------------------------------------------- | --- |
| eindstand                                                   | 11 - 5 |
| doelpunten ZVL                                              | Iefke van Belkum 2x, Mieke Cabout, Aukje van Belkum en Brenda Hogenboom                                    |
| Final Four (om 3e en 4e plaats): ZVL - Fiorentina Waterpolo | |
| eindstand                                                   | 12 - 15 |
| doelpunten ZVL                                              | Mieke Cabout 4x, Brenda Hogenboom 3x, Iefke van Belkum 2x, Aukje van Belkum, Noeki Klein en Jantien Cabout |

In de competitie bereikte ZVL de finale van het Nederlands Kampioenschap, wederom tegen Het Ravijn. De eerste wedstrijd uit de best-of-three, op vrijdag 16 mei, in Nijverdal, werd verloren met 13-10. Bij de return op zaterdag 17 mei in zwembad De Zijl stond na vier periodes een 9-9 gelijkspel op de klok. In de verlenging scoorden beide teams ieder 1 doelpunt (10-10). In de strafworpenserie scoorde Het Ravijn 4 keer tegen slechts 2 van ZVL, zodat ZVL al na twee wedstrijden genoegen moest nemen met een tweede plaats in deze competitie.

### Seizoen 2008-2009
Na de Olympische Spelen vertrokken enkele speelsters naar het buitenland. Iefke van Belkum ging voor het Griekse Ethnikos Pireaus spelen. Noeki Klein ging in Spanje waterpoloën bij CN Sabadell. ZVL kreeg in dit seizoen een 'nieuwe' trainer: André Zandvliet volgde Jim van Es op als trainer/coach. 
Op 20 december bereikte ZVL wederom de finale van de KNZB Beker. Tegenstander was Polar Bears uit Ede. ZVL verloor met 12-5. 
Door de prestaties van het voorgaand seizoen was de ploeg automatisch geplaatst voor kwalificatieronde van de Champions Cup in Porto (Portugal). 
| Kwalificatieronde Europa Cup  | Kwalificatieronde Europa Cup |
| ----------------------------- | ---------------------------- |
| ZVL - West London Penguins    | 20 - 6                       |
| ZVL - ASPTT Nancy             | 10 - 5                       |
| ZVL - Clube Fluvial Portuense | 12 - 8                       |
| ZVL - Lass Linköping          | 21 - 5                       |
| ZVL - Kinef Kirishi           | 7 - 14                       |
| ZVL - T-Mobile Honvéd         | 5 - 13                       |

ZVL eindigde als derde in de poule en plaatste zich hiermee voor de volgende ronde. In Sabadell (Spanje) vond tussen 9 en 11 januari 2009 de eerste ronde van de Champions Cup plaats. 
| Eerste ronde Champions Cup    | Eerste ronde Champions Cup |
| ----------------------------- | -------------------------- |
| ZVL - Orizzonte Catania       | 5 - 18                     |
| ZVL - CN Sabadell             | 15 - 19                    |
| ZVL - Clube Fluvial Portuense | 18 - 5                     |

Hiermee was ZVL uitgeschakeld.
ZVL plaatste zich in de Nederlandse competitie voor de play-offs. Daarin strandde het in de halve finale op Het Ravijn.

### Seizoen 2009-2010
In dit seizoen nam Michèl van der Zeeuw het stokje over als trainer/coach. Keepster en international Anne Heinis kwam over van ZWV Nereus.
Begin december 2009 speelde ZVL in de LEN Trophy en eindigde op een 3e plaats in de kwalificatieronde. 
| Kwalificatieronde LEN Trophy | Kwalificatieronde LEN Trophy |
| ---------------------------- | ---------------------------- |
| ZVL - Club Fluvial Portuense | 19 - 6                       |
| ZVL - Wuppertal Neuenhof     | 19 - 7                       |
| ZVL - Bura Split             | 15 - 7                       |
| ZVL - Padova                 | 6 - 9                        |

De eerste ronde was in Messina (Italië) waar ZVL met een 3e plaats uitgeschakeld werd in de LEN Trophy.
| Eerste ronde LEN Trophy | Eerste ronde LEN Trophy |
| ----------------------- | ----------------------- |
| ZVL - NC Patras         | 11 - 13                 |
| ZVL - C.C. Ortigia      | 10 - 11                 |
| ZVL - Vracar            | 27 - 6                  |

In de landelijke competitie strandde ZVL in de halve finale van de play-offs op regerend landskampioen Polar Bears, die over twee ontmoetingen de sterkste bleek. 
Aan het eind van dit seizoen kondigde international Noeki Klein aan terug te keren naar ZVL.

### Seizoen 2010-2011
Op 18 december 2010 speelde ZVL de finale van de KNZB Beker tegen GZC Donk. Deze wedstrijd ging met 7-4 verloren. 
ZVL nam dit seizoen deel aan de LEN Trophy. In de kwalificatie werd ZVL eerste in een groep met Szentesi uit Hongarije, DHE Sevilla uit Spanje en TAS Belgrado uit Servie. In de eerste ronde werd ZVL tweede in de groep achter datzelfde Szentesi en voor Chanty Mansjisk uit Rusland en West London Penguins uit Engeland. ZVL plaatste zich hierdoor voor de kwartfinale.
Op 12 februari 2011 verloor ZVL de eerste kwartfinalewedstrijd voor de LEN Trophy van Rapallo Nuoto. 
| Kwartfinale LEN Trophy: Rapallo Nuoto - ZVL | Kwartfinale LEN Trophy: Rapallo Nuoto - ZVL                                          |
| ------------------------------------------- | ------------------------------------------------------------------------------------ |
| eindstand                                   | 13 - 8                                                                               |
| periodestanden                              | 2-1, 4-2, 5-2, 2-3                                                                   |
| doelpunten ZVL                              | Noeki Klein 3x, Brenda Hogenboom 2x, Toesja Klein, Jantien Cabout en Hanneke Slagter |

De return was op 26 februari in zwembad Aquamar (Katwijk). ZVL won met 10-7, maar dat was niet voldoende en ZVL was uitgeschakeld voor de halve finale. Rapallo Nuoto werd uiteindelijk de winnaar van de LEN Trophy.
In de reguliere competitie kwam de ploeg tot de halve finales van de play-offs. De play-offs werden gespeeld zonder coach Michèl van der Zeeuw die, na onenigheid met het bestuur, was opgestapt.

### Seizoen 2011-2012
Koen Plasmeijer nam het roer over als hoofdtrainer en de selectie werd versterkt met Britt van Dam, Brenda Weber, Stefania Nalmpanti en Marloes Cabout. Er vertrokken ook speelsters: de internationals werden uit de competitie gehaald om zich voor te bereiden op de Olympische Spelen in Londen. De voorbereidingen van de nationale selectie werden gestart met 4 speelsters uit de ZVL-gelederen: Iefke van Belkum, Mieke en Jantien Cabout en Anne Heinis.
Ook zonder de internationals was ZVL echter succesvol. Na 4 verloren bekerfinales wist ZVL de KNZB beker te winnen. 
| KNZB Bekerfinale: ZVL - UZSC | KNZB Bekerfinale: ZVL - UZSC                                              |
| ---------------------------- | ------------------------------------------------------------------------- |
| eindstand                    | 9 - 7                                                                     |
| periodestanden               | 2-3, 2-1, 2-2, 3-1                                                        |
| doelpunten ZVL               | Hanneke Slagter 4x, Marianne de Groot 3x, Britt van Dam en Marloes Cabout |

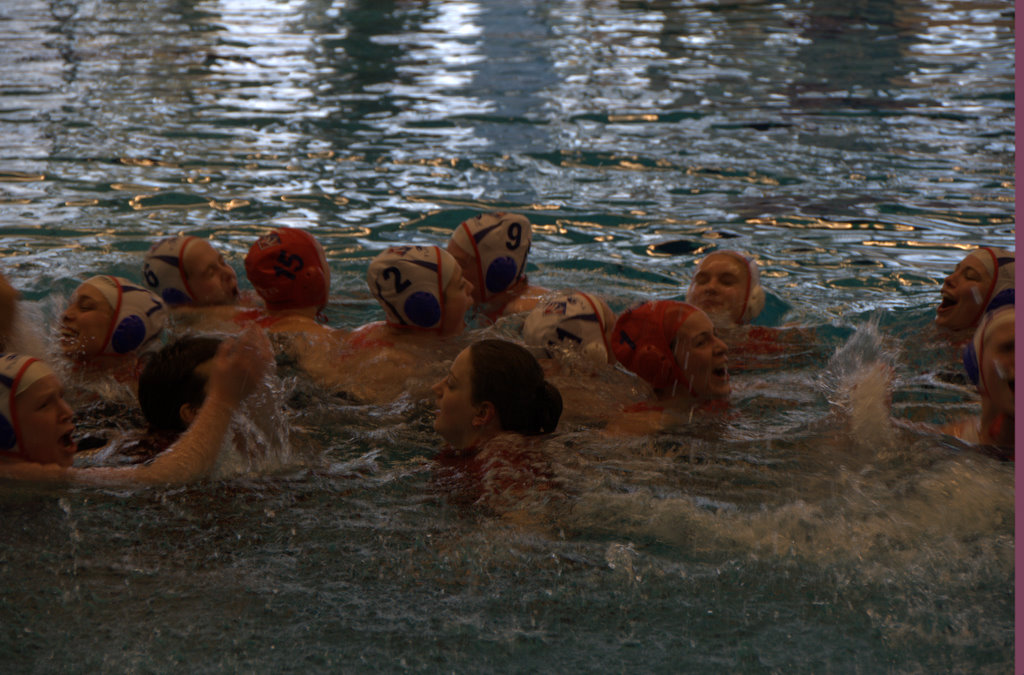
ZVL wint de beker

De ploeg nam weer deel aan de LEN Trophy. Van 18 tot 20 november werd de groepsfase gespeeld in het Italiaanse Padua. 
| Eerste ronde LEN Trophy           | Eerste ronde LEN Trophy |
| --------------------------------- | ----------------------- |
| ZVL - Lille                       | 14 - 6                  |
| ZVL - Union Sant Bruno (Bordeaux) | 21 - 3                  |
| ZVL - Plebiscito Padova           | 10 - 8                  |

ZVL lootte het Hongaarse Szentesi voor de kwartfinale als tegenstander (uit- en thuisronde).
| Thuiswedstrijd kwartfinale LEN Trophy: ZVL - Szentesi | Thuiswedstrijd kwartfinale LEN Trophy: ZVL - Szentesi  |
| ----------------------------------------------------- | ------------------------------------------------------ |
| eindstand                                             | 9 - 9                                                  |
| periodestanden                                        | 2-3, 1-1, 2-2, 4-3                                     |
| doelpunten ZVL                                        | Noeki Klein 5x, Marloes Cabout 2x, Aukje van Belkum 2x |
| Uitwedstrijd kwartfinale LEN Trophy: Szentesi - ZVL   |                                                        |
| eindstand                                             | 9 - 7 (n.v.)                                           |
| periodestanden                                        | 1-4, 1-1, 4-1, 1-1 / 0-0, 2-0                          |
| doelpunten ZVL                                        | Noeki Klein 3x, Hanneke Slagter 3x, Aukje van Belkum   |

De reguliere competitie werd dat jaar gespeeld zonder play-offs. Na 21 wedstrijden eindigde ZVL als tweede, achter Het Ravijn.

### Seizoen 2012-2013
De internationals Mieke Cabout, Anne Heinis en Biurakn Hakhverdian zijn teruggekeerd bij de club. AZ&PC organiseerde de Supercup Waterpolo in Amersfoort, die door ZVL wordt gewonnen.
| Supercup: Het Ravijn - ZVL | Supercup: Het Ravijn - ZVL                                                                                   |
| -------------------------- | --- |
| eindstand                  | 6 - 9 |
| periodestanden             | 1-3, 1-3, 3-2, 1-1                                                                                           |
| doelpunten ZVL             | Marianne de Groot 2x, Mieke Cabout 2x, Aukje van Belkum 2x, Jantien Cabout, Hanneke Slagter en Britt van Dam |

ZVL wint voor de tweede keer de KNZB beker. In een final four wordt op zaterdag 22 december in de halve finale UZSC verslagen en op zondag 23 december in de finale Polar Bears
| KNZB beker: Polar Bears - ZVL | KNZB beker: Polar Bears - ZVL                                                        |
| ----------------------------- | ------------------------------------------------------------------------------------ |
| eindstand                     | 6 - 8                                                                                |
| periodestanden                | 2-2, 1-0, 1-3, 2-3                                                                   |
| doelpunten ZVL                | Mieke Cabout 4x, Marloes Cabout, Aukje van Belkum, Marianne de Groot, Jantien Cabout |

ZVL werd in de voorronde van de LEN Trophy tweede in de groep achter Sjtoerm Roeza uit Rusland en bleef Iraklis Apollo (Griekenland), Lille Universiteit (Frankrijk), DH Sevilla (Spanje), Galatasaray (Turkije) en Otter Londen (Engeland) voor. 
In de kwartfinale was in een Nederlands onderonsje GZC Donk te sterk (9-9, 10-15).
Tegen datzelfde GZC Donk werd in de halve finale van de play offs revanche genomen en ZVL plaatste zich voor de finale van de play offs met Het Ravijn als tegenstander. ZVL verloor de finale van Het Ravijn.

### Seizoen 2013/2014
ZVL werd versterkt met internationals Vivian Sevenich en Maud Megens. Eerste prijs in het seizoen 2013/2014 was de Supercup. ZVL versloeg landskampioen Het Ravijn met 13-11.
Ook de KNZB Beker werd gewonnen door ZVL. Ook in deze finale werd Het Ravijn verslagen (17-11).
In de Europa Cup werd ZVL in de eerste groepsronde al uitgeschakeld.
ZVL eindigde in de reguliere competitie op de 1e plaats in de Eredivisie. ZVL sloot het reguliere seizoen af zonder nederlaag, het won 15 van zijn 16 wedstrijden en speelde tegen UZSC een keer gelijk.
In de kwartfinale van de play-offs om het landskampioenschap won ZVL de best-of-three serie van De Ham uit Wormerveer met 2-0 (21-5, 23-6).
In de halve finale was het Utrechtse UZSC de tegenstander. ZVL won deze best-of-three serie met 2-1 (9-8, 7-10 en 9-8).
In de finale was Donk uit Gouda de tegenstander. ZVL won met 2-0 (10-7, 11-10) van Donk en was daarmee voor het eerst kampioen van Nederland geworden. 
ZVL beleefde haar succesvolste seizoen in 2013-2014, want de club won alle drie de nationale prijzen.

### Seizoen 2014/2015
ZVL begon het seizoen gehavend: Uit de ploeg vertrokken 3 spelers Vivian Sevenich naar Italie, Hanneke Slagter naar Hongarije en Maud Megens terug naar GZC DONK. De selectie werd uitgebreid met Kitty Lynn Joustra en Femke Aan die overkwamen van zv de Zaan. Ook trok ZVL voor het eerst in haar bestaan een naamsponsor aan. Bouwbedrijf BAM zag de groei en aanpak van de jeugdsport binnen de verenigingen ZVL en de Zijl als een maatschappelijk initiatief dat ze wilde ondersteunen. ZVL-BAM werd de nieuwe naam. 
De Supercup werd verloren van het Ravijn (12-8). 
De KNZB Beker werd gewonnen door ZVL-BAM. In de finale werd Het Ravijn verslagen na penalty's (8-8 na reguliere speeltijd, 11-12 na penalty's).
In de Europa Cup werd ZVL-BAM in Athene in de eerste groepsronde uitgeschakeld.
ZVL bereikte de finale van de play offs om het landskampioenschap door ZPB te verslaan in de kwartfinale (2-0) en Het Ravijn in de halve finale (3-1). In de finale werd met 3-1 verloren van GZC Donk.
Aan het eind van het seizoen gaf Anne Heinis aan te stoppen. Koen Plasmeijer stopte als coach en werd opgevolgd door Tim van der Meer.

### Seizoen 2015/2016
Met een verjongde selectie werd het seizoen gestart. Naast Anne Heinis hadden nog drie speelsters hun heil elders gezocht. Kitty Lynn Joustra volgde het fulltime programma van Oranje en Aukje van Belkum was gestopt. Als bekerwinnaar speelde ZVL-BAM tegen landskampioen GZC Donk in de Supercup en scheef deze op haar naam met 15-16.
ZVL stootte voor de achtste keer op rij door naar de finale van KNZB beker. Met een 7-10 overwinning op UZSC Utrecht won de club die voor de vijfde keer op rij, een evenaring van het record van GZC Donk en AZC.
Na een ongeslagen seizoen (één gelijkspel, tegen ZPB) speelde ZVL-BAM in de play-offs om het landskampioenschap ook tegen UZSC. In een best-of-five haalt de Leidse ploeg in drie wedstrijden de titel binnen (11-5, 16-8, 9-5). Hiermee werd ZVL de eerste ploeg die twee keer de triple op haar naam schreef.

### Seizoen 2016/2017
De naam van de ploeg verandert in ZVL-HAWABO. In de eerste wedstrijd van het seizoen, de SuperCup, blijkt UZSC te sterk voor de kampioen en bekerwinnaar van het vorig seizoen, met 12-10 (4-2, 1-3, 4-2, 3-3).
ZVL speelt de eerste ronde van de EuropaCup in Porto. 
| Eerste ronde EuroCup Trophy | Eerste ronde EuroCup Trophy |
| --------------------------- | --------------------------- |
| ZVL - Fluvia Porto          | 16 - 7                      |
| ZVL - Bogliasco             | 11 - 10                     |
| ZVL - Ugra Khanty Mansiysk  | 9 - 13                      |
| ZVL - GZC Donk              | 19 - 12                     |

Hiermee plaatst de ploeg zich voor de tweede ronde in Messina
| Eerste ronde EuroCup Trophy | Eerste ronde EuroCup Trophy |
| --------------------------- | --------------------------- |
| ZVL - Plebiscito Padova     | 6 - 11                      |
| ZVL - UVSE Boedapest        | 11 - 16                     |
| ZVL - Waterpolo Messina     | 9 - 13                      |

In de KNZB beker wordt door UZSC een einde gemaakt aan de reeks van 5 overwinningen. ZVL blijft in de halve finale steken tegen de Utrechtse ploeg die met 10-11 en 10-9 twee keer te sterk is.
Ook de strijd om het landskampioenschap stokt in de halve finale. Weliswaar eindigt de ploeg als 1e in de competitie maar in de halve finale Play off blijkt Polar Bears Ede te sterk in the best of 3. De Edense ploeg wist uit te winnen met 7-9 en thuis met 11-10.
Aan het eind van het seizoen kondigt Tim van der Meer zijn vertrek aan en wordt opgevolgd door Jacob Spijker. (Jeugd)International Brigitte Sleeking vertrekt naar CN Sant Andreu.

### Seizoen 2017/2018
De naam van de ploeg verandert wederom: ZVL-Tetteroo. Met een sterk verjongde ploeg begint ZVL-Tetteroo aan de uitgedunde damescompetitie. Ook keert Biurakn Hakhverdian na 4 jaar terug. 
ZVL speelt de eerste ronde van de EuropaCup in Padua (ITA). 
| Eerste ronde EuroCup Trophy | Eerste ronde EuroCup Trophy |
| --------------------------- | --------------------------- |
| ZVL - Plebiscito Padova     | 5 - 14                      |
| ZVL - Orizzonte             | 8 - 16                      |
| ZVL - BVSC Zuglo            | 7 - 8                       |

Hiermee was de ploeg uitgeschakeld voor de tweede ronde. 
In de KNZB beker weet de ploeg de finale te winnen van Polar Bears Ede. Met 8-6 weten de dames de 6e KNZB beker in 7 jaar mee naar Leiden te nemen.
| KNZB beker: ZVL-Tetteroo - Polar Bears | KNZB beker: ZVL-Tetteroo - Polar Bears                                                                         |
| -------------------------------------- | --- |
| eindstand                              | 8 - 6 |
| periodestanden                         | 2-1, 4-3, 2-0, 0-2                                                                                             |
| doelpunten ZVL                         | Marianne de Groot 2, Marloes Cabout 2, Rozanne Voorvelt, Malissa van Rijn, Isis Keijzer en Biurakn Hakhverdian |

In de strijd om het landskampioenschap treft ZVL-Tetteroo wederom Polar Bears. In de tweede wedstrijd wint Polar Bears de landstitel op penalties

### Seizoen 2018/2019
In de zomer van 2018 gaan de Leidse verenigingen De Zijl en LZ 1886 samen. Hieruit ontstaat het nieuwe ZVL-1886 waarmee de SG ZVL ophoudt te bestaan.

## Bekende (ex-)leden
- Iefke van Belkum
- Jantien Cabout
- Mieke Cabout
- Biurakn Hakhverdian
- Anne Heinis
- Noeki Klein